# Akira Yoshizawa

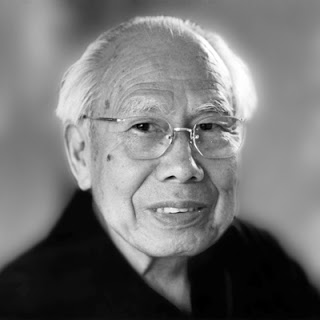
Akira Yoshizawa

Akira Yoshizawa (jap. 吉澤 章 Yoshizawa Akira; ur. 14 marca 1911 w Kaminokawa (prefektura Tochigi), zm. 14 marca 2005 w Tokio) – znany japoński twórca origami, który podniósł je do rangi sztuki, ambasador kultury Japonii.

## Życiorys
W wieku 13 lat Yoshizawa przeniósł się do Tokio, gdzie jednocześnie pracował w fabryce i uczył się w szkole wieczorowej. Prawdopodobnie to właśnie zajęcia z geometrii wpłynęły na to, że zaczął interesować się origami. W czasie II wojny światowej został powołany do Korpusu Medycznego, ale z powodu złego stanu zdrowia został zwolniony.
W 1951 roku został poproszony o utworzenie serii figurek „Znaki Zodiaku”. Od tego czasu jego prace były publikowane w magazynie Asahi Graf. Razem z Samem Randlettem stworzył standardowy system symboli, używany podczas diagramowania (Yoshizawa–Randlett system) figurek origami. 
W 1983 roku cesarz Hirohito odznaczył go Orderem Wschodzącego Słońca. 
Według szacunków z 1989 roku stworzył około 50 tys. modeli, z czego kilkaset wzorów zostało zamieszczonych w jego 18 książkach.
Zmarł w tokijskim szpitalu na zapalenie płuc. Miał 94 lata.